# 三石町 (北海道)
三石町（みついしちょう）は、北海道の日高支庁管内に設置されていた町。
町名はアイヌ語のi-ma-nit-us-i「イマニトゥシ」（魚焼き串がある所）という説やnit-us「ニトゥシ」（樺皮の桶）の説、 pit-o-us-i「ピトウシ」（小石の多い土地）が転訛して「みついし（三石）」となったとする説などがある。三石昆布が名産。多くの名馬を輩出していた。

## 地理
日高支庁沿岸中部に位置する。北部は日高山脈に由来する山岳地帯。
南部は太平洋に面する。
- 山: ピセナイ山 (1028)
- 河川: 三石川、鳧舞川

### 隣接していた自治体
- 日高支庁（現 日高振興局）
  - 静内郡：静内町
  - 浦河郡：浦河町

## 沿革
- 1906年（明治39年）姨布村（おばふ）、辺訪村（へぼう）、幌毛村、本桐村、鳧舞村（けりまい）、歌笛村（うたふえ）を合併、二級町村制、三石郡三石村が発足。
- 1928年（昭和3年）姨布を（大字）三石村と改称。
- 1936年 村内の地名を以下のように再編。
  - 三石村 → 越海町、港町、本町、西端、東蓬莱、鳧舞
  - 辺訪 → 西蓬莱、東蓬莱、蓬栄、豊岡
  - 幌毛 → 蓬栄、豊岡、富沢、福畑、美河
  - 本桐 → 本桐、美野和、鳧舞、歌笛
  - 鳧舞 → 鳧舞、美野和
  - 歌笛 → 歌笛、美野和、稲見、川上、清瀬
- 1938年 一級町村制
- 1951年 町制施行、三石町となる。
- 2006年（平成18年）静内町と合併。

### 廃置分合
新冠町、静内町と合併を協議、当初は市に昇格予定で、新市名称は「ひだか市」に決定していた。
その後新冠町から合併の時期の延期申し入れがあり、協議の結果、3町による合併協議は休止された。静内町とは新たに協議会を設置し、新町名を「新ひだか町」とすること、合併期日を2006年3月31日とすることで合意に至った。

## 姉妹都市・提携都市
- 友好都市
  - 岩手県葛巻町
  - 新潟県能生町（現糸魚川市）
  - 福井県大野市
  - 兵庫県南淡町（現南あわじ市）

## 経済
基幹産業は稲作、畑作、畜産、漁業（コンブ）など。
昔は観光業も栄えていた。

## 教育
- 中学校
  - 三石
- 小学校
  - 三石
- 大学施設
  - 北海道大学理学部附設三石地震地殻変動観測所

## 廃校
- 高等学校
  - 北海道三石
- 中学校
  - 三石第二（三石第一と統合し三石に）
- 小学校
  - 川上（歌笛と統合し三石に）、延出、歌笛、鳧舞、本桐（三石と統合）

## 交通

### 鉄道
- 北海道旅客鉄道（JR北海道）
  - 日高本線 : 日高三石駅 - 蓬栄駅 - 本桐駅

### バス
- 道南バス

### 道路
- 一般国道
  - 国道235号
- 都道府県道
  - 北海道道234号美河三石停車場線
  - 北海道道534号富沢日高三石停車場線
  - 北海道道746号高見西舎線
  - 北海道道796号西端春立線
  - 北海道道1025号静内浦河線
- 道の駅
  - みついし

## 名所・旧跡・観光スポット・祭事・催事

### 観光
- 三石温泉（現在はみついし昆布温泉 蔵三）
- 三石海浜公園
- 道の駅みついし
- 蓬萊山 (北海道)

### 祭事
- 蓬莱山祭り
- 三石港祭り

## 作品

### TVドラマ
- 星の金貨（NTV、1995年）主演：酒井法子 ロケ地：歌笛、本桐
- 続・星の金貨（NTV、1996年）主演：酒井法子 ロケ地：歌笛

## 出身の有名人
- 酒井芳秀 - 新ひだか町長
- 嶋田功 - JRA調教師
- 田中勝春 - JRA騎手
- 小池聰行 - オリコン創設者

## 主な生産競走馬
- アグネスフローラ
- オグリキャップ
- カツラギエース
- カワカミプリンセス
- トキノミノル
- ハルウララ